# Þórshöfns flygplats
Þórshöfns flygplats (isländska: Þórshafnarflugvöllur) är en flygplats i republiken Island. Den ligger i den nordöstra delen av landet, 400 km nordost om huvudstaden Reykjavik. Þórshöfns flygplats ligger 11 meter över havet. Den ligger nära sjön Máfavatn.